# Sopohang
Sopohang (en coréen 서포항) est un site préhistorique du Néolithique situé entre l'embouchure du Tumen et la ville de Rasŏn, à l'extrémité nord de la Corée du Nord, non loin de la frontière avec la Russie. Le site a été occupé entre environ 6000 et 2000 av. J.-C. Il succède à un habitat paléolithique connu sous le nom de Kulpori (en coréen 굴포리).

## Situation
Sopohang se trouve au pied d'une colline près de la mer, sous un amas coquillier (huitres, moules, ormeaux, …) de 100 x 40 m et épais de près de 3 mètres.

## Habitat
Quatre niveaux néolithiques ont été mis en évidence lors des fouilles de 1972.
La première période, le Sopohang I, présente une maison semi-enterrée rectangulaire, une poluzemljanki, grande de 12 x 6 mètres et comprenant 3 foyers, avec un sol recouvert d'argile. Aux périodes suivantes, les maisons sont plus petites, avec un seul foyer. Quatre habitations circulaires ont été trouvées dans le niveau II, d'un diamètre de 3 à 4 mètres.

## Vestiges
Le matériel archéologique trouvé à Sopohang ressemble à celui de l'Extrême-Orient russe (Zajsanovka dans le Primorié) et du nord-est de la Chine (Shihuichang, Zhuojiashan, Xinglongwa).
La poterie du niveau Sopohang I est conique, avec un fond plat et la partie supérieure décorée simplement par quelques lignes. Les outils sont faits d'os ou de pierre taillée. Ce sont des houes, des racloirs et des couteaux en pierre, ainsi que des aiguilles et des hameçons en os. La grande taille des ustensiles pour la pêche montre que celle-ci était pratiquée en haute mer. Des ossements d'otaries, de dauphins et de baleines ont été trouvés, ainsi que de nombreux animaux sauvages (tigres, renards, lièvres, sangliers, chevreuils, élans et oiseaux). Le chien était domestiqué et probablement le porc aussi.
Aux niveaux supérieurs, on trouve des scies en obsidienne, comme au Liaoning, en Chine, tandis que la poterie évolue, introduisant de nouveaux motifs de décoration, des courbes de pointillés, des éclairs ou des spirales, comme celles du bord de l'Amour, au Heilongjiang.
Les bijoux personnels sont des bracelets ou des colliers en coquillage, des dents recourbées et des perles en céramique ou en jade. Des figurines en os représentant des femmes ou des animaux ont été confectionnées.